# Пусть расцветают сто цветов
Пусть расцветают сто цветов, пусть соперничают сто школ (кит. 百花齐放、百家争鸣) — лозунг, под которым лидер правящей Коммунистической партии Китая Мао Цзэдун провозгласил в 1957 году широкую кампанию по усилению гласности и критики.
Движение называлось Байхуа юньдун (кит. 百花运动). Наиболее активная часть кампании началась в феврале 1957 года, когда Мао обратился к китайской интеллигенции, предлагая свободу мнений, критику и плюрализм. Это вызвало немедленную острую критику партии, идей коммунизма и лично Мао, в чём Мао усмотрел происки «буржуазных правых элементов». В июле 1957 года вся кампания была резко свёрнута, но её последствия ощущались с 1958 года по 1966 год. Начальный период гласности оказался ловушкой: результатом кампании стала массовая травля интеллигенции.

## Подготовка кампании
Коммунистический Китай с 1949 года провёл значительное количество революционных преобразований, в частности, обширную конфискацию и передел имущества. Первоначально, в начале 1950-х, Чжоу Эньлай собрал высших чиновников для откровенной беседы о насущных проблемах. Особого успеха кампания не имела, после революционного террора люди боялись говорить открыто.
На партконференции в 1956 году Чжоу Эньлай предложил провести более широкую кампанию среди всех интеллектуалов страны, чтобы получить широкую картину мнений о политике и правительстве. Тогда он сходился с Мао в том, что коммунистам нужна критика от народа, иначе не получится диктатуры народной демократии.

## Ход кампании
Летом 1956 года Мао счёл проблему интересной и попросил Чжоу Эньлая взять управление кампанией на себя. Мао надеялся, что активное включение интеллигенции откроет новые творческие резервы и даст социализму активный ход. Мао был уверен, что возможен только социалистический путь развития и социалистическая идеология должна победить все капиталистические взгляды, даже среди некоммунистов.
Название движения взялось из классического стихотворения: «Пусть расцветают сто цветов, Пусть соперничают сто школ» (кит. упр. 百花齐放，百家争鸣, пиньинь bǎi huā qífàng, bǎi jiā zhēngmíng, палл. бай хуа цифан, бай цзя чжэнмин).
Уже в конце 1956 года кампания была объявлена, но поначалу критики не появлялось, наоборот, приходили многочисленные письма с советами консервативного содержания. Чжоу Эньлай, ознакомившись с письмами, понял, что широко разрекламированная кампания не движется. Обсуждая это с Мао, он говорил, что от высших чиновников нужно больше энтузиазма, чтобы запустить кампанию.
В феврале 1957 года Мао заявил, что требуется именно критика, и стал критиковать тех, кто не рискует подвергнуть здоровой критике центральное правительство. После достаточно активных попыток интеллигенция перестала бояться ловушек, и наконец люди стали высказывать откровенно свои затаённые мысли. С 1 июня по 17 июля 1957 года в администрацию премьер-министра Чжоу Эньлая уже приходили миллионы писем, и ситуация полностью вышла из-под контроля.
Люди стали организовывать митинги, писать дацзыбао (стенгазеты крупными иероглифами), выходили на улицы, журналы заполнялись критическими статьями. Они протестовали против компартии и её контроля над совестью, против прошедших кампаний борьбы с контрреволюционерами, против рабства, против нищеты, запрета зарубежной литературы, коррупции и привилегий партийных лидеров — особенно яростно протестовали студенты университетов.
По мнению Мао, эти письма и кампании уже не отражали «здоровой критики», кампания становилась жёсткой и неподконтрольной. Письма требовали демократизации. Чжоу Эньлай поначалу отвечал на письма и пытался обсуждать их, но Мао отказался этим заниматься. Контролировать ситуацию стало так трудно, что Мао считал происходящее полным абсурдом. Появлялись требования к Мао снять с себя руководство страной и отстранить компартию от власти, о деполитизации общества и отказе от партий.
В июле 1957 года Мао распорядился остановить кампанию, и Чжоу не смог его переубедить. Есть, однако, предположения, что Мао предвидел результаты и планировал всё заранее для возможности широкой манипуляции людьми.

## После кампании
Объявив об окончании кампании, Мао стал призывать интеллигенцию к объединению. При этом он стал обвинять интеллигенцию в контрреволюционной деятельности и оппозиции Председателю Мао. В сентябре — октябре 1957 года была объявлена кампания против правых элементов. Интеллигентов и буржуазных деятелей стали обвинять в попытках реставрации капитализма и дискредитации руководства КПК. Те, кто особенно усердствовал в критике, стали подвергаться наказаниям, включая пытки и издевательства, нередко без суда и следствия. Многих отправляли в деревню для трудового перевоспитания.
В дальнейшем ситуация привела к Культурной революции, которая длилась до 1976 года.

## Исторический прототип кампании
Лозунг «Пусть расцветают сто цветов, пусть соперничают сто школ» был в своё время выдвинут императором Цинь Шихуанди, объединившим Китай примерно в 200 году до н. э. Мао Цзэдун всегда сопоставлял себя с Цинь Шихуанди, ратуя за единый и сильный Китай.
Во времена Цинь Шихуанди советник Ли Сы, подводя итог кампании, сказал: (Сыма Цянь. Исторические записки. Т. 2. (перевод Р. В. Вяткина))

…Однако приверженцы частных школ … поносят законы и наставления, и каждый, услышав о издании указа, исходя из своего учения, начинает обсуждать его. Войдя во дворец, они осуждают всё в своём сердце, выйдя из дворца, они занимаются пересудами в переулках. Поношение монарха они считают доблестью,… собирая низких людей, они сеют клевету. Самое лучшее — запретить это!

Ли Сы предложил запретить все школы и сжечь все книги, наказав смертной казнью тех, кто их хранит, кроме отдельных исторических, медицинских, сельскохозяйственных и гадательных книг. Император принял этот указ. Одним из центральных положений этой политики стало жёсткое преследование конфуцианцев.

## Реакция на кампанию вСоветском Союзе
Газеты об этом практически умалчивали, зато включились в июле 1957 года (когда сама кампания уже стала сворачиваться), уделяя внимание борьбе с «контрреволюционными элементами» и «антипартийной линией». Это было первое серьёзное разногласие, которое в дальнейшем привело к прекращению дружбы между Китаем и СССР.